# Skåre (Zweden)
Skåre is een plaats in de gemeente Karlstad in het landschap Värmland en de provincie Värmlands län in Zweden. De plaats heeft 5173 inwoners (2005) en een oppervlakte van 389 hectare. De plaats ligt ongeveer 10 kilometer ten noorden van Karlstad.

## Verkeer en vervoer
Bij de plaats lopen de Riksväg 61 en Riksväg 62.
Door de plaats loopt een spoorlijn en ten westen ligt de Luchthaven Karlstad.